# Martin Wahlén
Martin Wahlén er initiativtager til og medstifter af den dansk-svenske Linux-brugergruppe SSLUG. Han er Ph.D. i datalogi fra Lunds Universitet.